# In der Gelpe
In der Gelpe ist ein Ortsteil in der bergischen Großstadt Wuppertal.

## Lage und Beschreibung
Der Ortsteil liegt im Süden des Wohnquartiers Hahnerberg im Stadtbezirk Cronenberg auf einer Höhe von 231 m ü. NHN im Gelpetal. 

## Geschichte
Der Weiler ist aus einer Hofschaft hervorgegangen, die bereits auf der Topographia Ducatus Montani des Erich Philipp Ploennies aus dem Jahre 1715 als i. d. Gelpe verzeichnet ist.
An dem Bach Gelpe haben sich nahe In der Gelpe seit dem 14. Jahrhundert mehrere industriegeschichtlich bedeutsame Hammerwerke und Schleifkotten angesiedelt, deren erhaltenen Gebäude und Überreste heute meist als Bau- und Bodendenkmal geschützt sind.